# سافيون غلوفر
سافيون غلوفر (بالإنجليزية: Savion Glover)‏ مواليد 19 نوفمبر 1973 في نيوآرك، الولايات المتحدة، هو ممثل أمريكي.

## الأعمال
- الأقدام المرحة
- الأقدام المرحة 2
- شارع السمسم

## وصلات خارجية
- سافيون غلوفر على موقع IMDb (الإنجليزية)
- سافيون غلوفر على موقع الموسوعة البريطانية (الإنجليزية)
- سافيون غلوفر على موقع ألو سيني (الفرنسية)
- سافيون غلوفر على موقع ميوزك برينز (الإنجليزية)
- سافيون غلوفر على موقع أول موفي (الإنجليزية)
- سافيون غلوفر على موقع قاعدة بيانات برودواي على الإنترنت (الإنجليزية)
- سافيون غلوفر على موقع قاعدة بيانات الأفلام السويدية (السويدية)
- سافيون غلوفر على موقع قاعدة بيانات الفيلم (الإنجليزية)
- سافيون غلوفر على موقع كينوبويسك (الروسية)
- الموقع الرسمي